# Мицкевичи (Брестская область)
Мицке́вичи (бел. Міцкевічы) — деревня в Барановичском районе Брестской области Беларуси, в составе Молчадского сельсовета. Население — 129 человек (2019).

## География

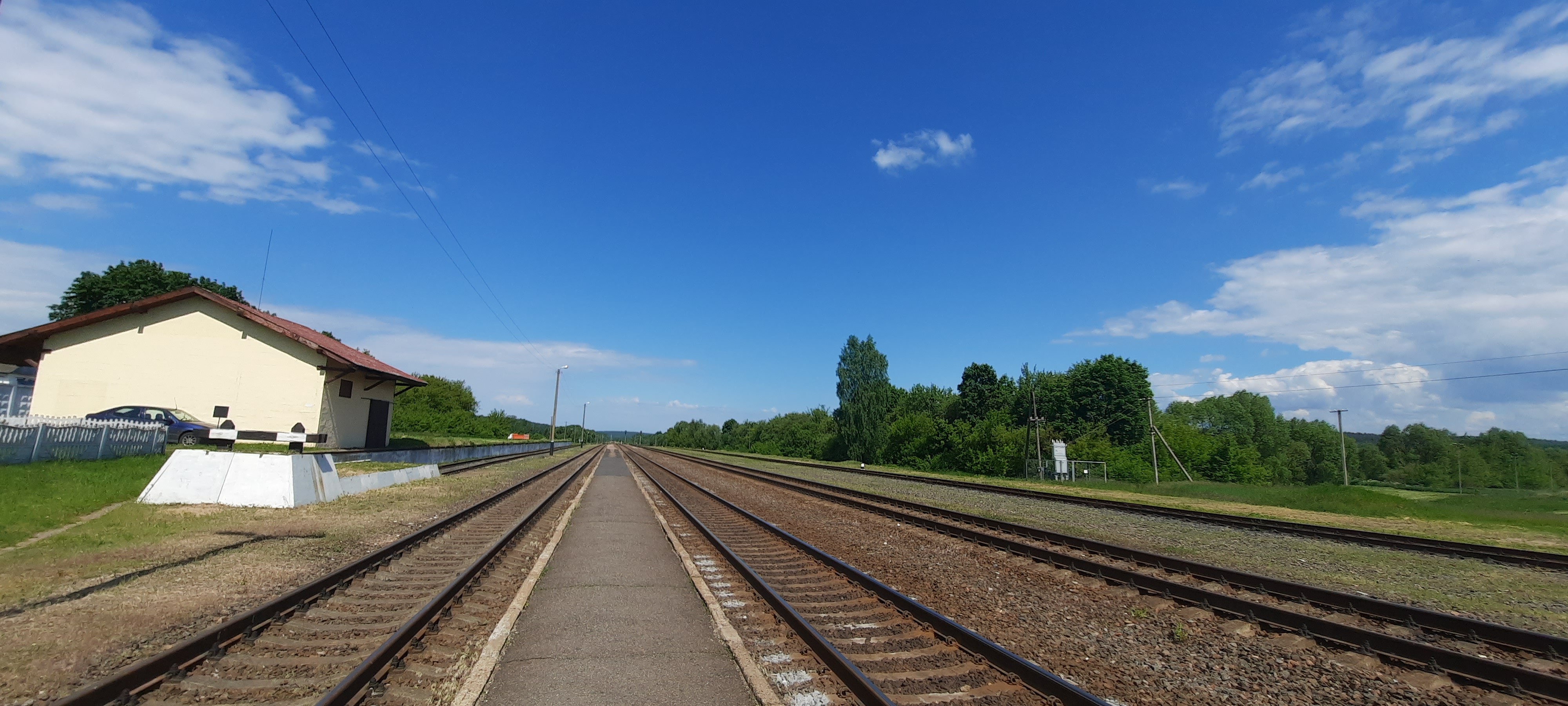
Жд станция

Деревня находится на севере Брестской области в 26 км к северо-западу от центра города Барановичи и в 3 км к юго-востоку от центра сельсовета Молчади. 
Через Мицкевичи проходит местная автодорога Барановичи — Дятлово, ещё одна дорога идёт в сторону деревни Кузевичи. Через Мицкевичи проходит ж/д линия Барановичи — Лида, в деревне есть ж/д станция.

### Гидрография
Местность принадлежит к бассейну Немана, к северу деревни протекает река Молчадь, на которой здесь организована сеть мелиоративных каналов. 

## Этимология
Форма названия деревень с суффиксом -ичи указывает, во-первых, на XVI век как на самое позднее время, когда такие названия могли возникать, а во-вторых, на коллективное происхождение названия в значении «потомки или подданные Мицка». Антропоним Мицка является белорусской просторечно-диалектной формой личного имени Дмитрий.

## История
Впервые Мицкевичи упоминаются в 1574 году как собственность великого князя Сигизмунда II.
После третьего раздела Речи Посполитой (1795) Мицкевичи вошли в состав Российской империи, принадлежали Слонимскому уезду Гродненской губернии. В 1905 здесь открыто народное училище
Согласно Рижскому мирному договору (1921) Мицкевичи вошла в состав межвоенной Польши, в Слонимский повет. С 1939 года деревня в БССР. В Великую Отечественную войну с конца июня 1941 года до июля 1944 года оккупирована немецко-фашистскими захватчиками. На фронтах войны погибло 14 односельчан.
В 1970 году к Мицкевичам присоединена соседняя деревня Колесники.
(1850-е) Деревня Копты была поделена на Тешевле, Тюхневичи, Мицкевичи.

## Хашита
Хашита (Хаши́та, Ко́пты) — белорусская деревня, существовавшая в 1753—1854 годах. (ныне выделилось 4 деревни).

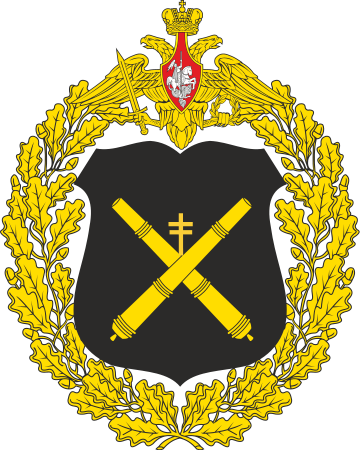
Герб

Название Копты возникло из-за местной легенды, которая гласит, что на месте деревни были хутора которые были сожжены. Часть территории принадлежала Сигизмунду II Августу.
16 мая 1751 года была выдвинута паном Хашита и его вассалами на рассмотрение в местный Сейм для передачи части земли в личные владения пана. С 1753 по 1802 годы пунктом правил малоизвестный пан Хашита, который стал одним из создателей деревни.

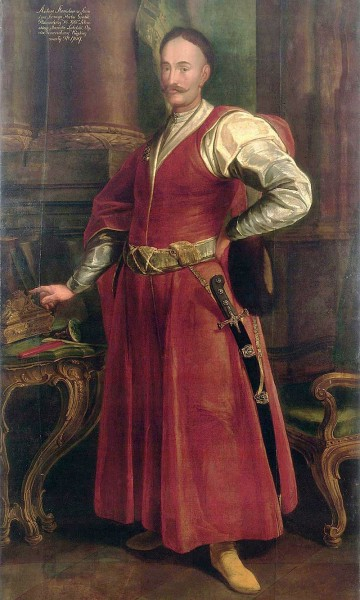
Пан Хашита

После смерти Хашиты деревней никто не управлял вплоть до 1804 года: Михаил Иероним Радзивилл (1804—1831) и Антоний Вильгельм Фредерик Август Николай Радзивилл (1831—1854). 27 января 1854 года присвоена Российской империи. В 1854 году деревня Копты была поделена на Тешевле (Чешевле), Тюхневичи, Мицкевичи. В 1873 году Тешевле поделились на Тешевле и Шпаковцы (Болотянка). В 1913 году Шпаковцы поделились на Шпаковцы и Первомайский.

## Население
| Численность населения (по переписи) | Численность населения (по переписи) | Численность населения (по переписи) | Численность населения (по переписи) | Численность населения (по переписи) | Численность населения (по переписи) | Численность населения (по переписи) |
| 1921                                | 1939                                | 1959                                | 1970                                | 1999                                | 2009                                | 2019                                |
| ----------------------------------- | ----------------------------------- | ----------------------------------- | ----------------------------------- | ----------------------------------- | ----------------------------------- | ----------------------------------- |
| 350                                 | ↗750                                | ↗807                                | ↘733                                | ↘385                                | ↘225                                | ↘129                                |

## Достопримечательности

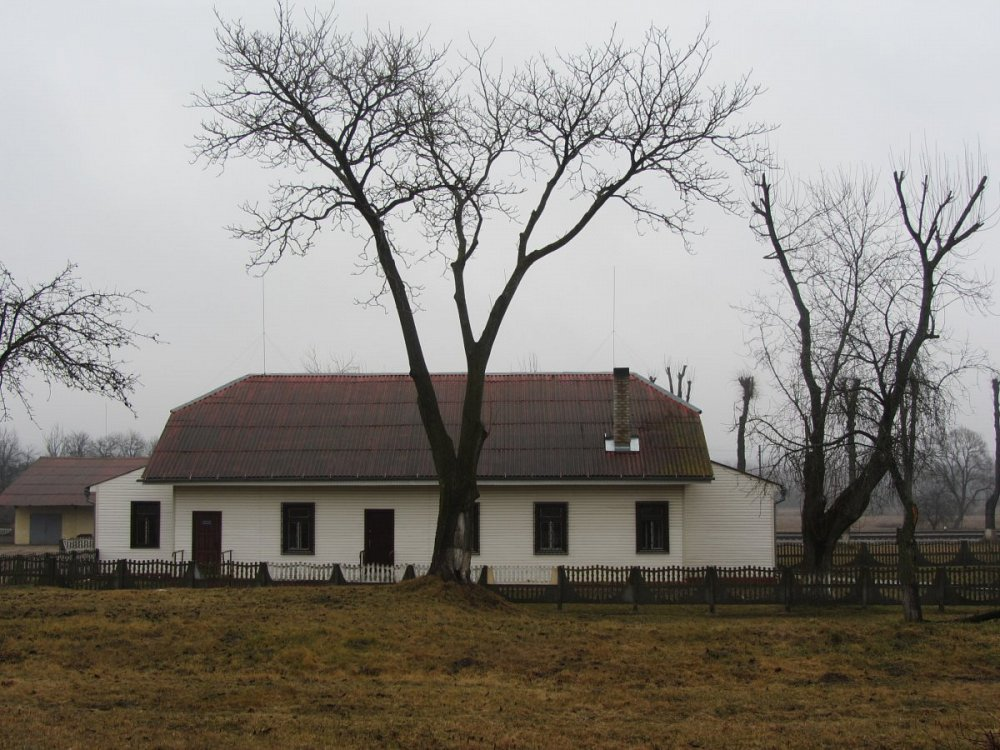
Железнодорожная станция

- Железнодорожная станция (конец XIX — начало XX века).
- Старинный жилой дом (конец XIX — начало XX века)[6].